# Barranc de Montardit
El Barranc de Montardit és un corrent fluvial del Pallars Sobirà, al Pirineu català. Discorre totalment a dins de l'antic terme municipal d'Enviny, pertanyent actualment al de Sort.
S'origina per la unió de dos torrents, la Llau de les Roques i el Barranc de Cabristà, en el Clot del Ventader, a llevant dels Esturollans. Des d'aquell lloc, a ponent de les Bordes de Llarvén, davalla cap al sud-est, però va canviant de direcció diverses vegades al llarg del seu traçat. Passa a migdia de la Borda del Forn i tot seguit rep per l'esquerra la Llau de Gastona i de seguida per la dreta el Barranc d'Insi. A continuació passa a migdia de la Borda de Batllevell i tot seguit rep per l'esquerra el Barranc del Boterot, per la dreta la Llau de la Costa i altre cop per l'esquerra la Llau dels Avellaners. Després passa a ran del poble de Llarvén, pels seus costats oest i sud, de seguida rep per l'esquerra la Llau del Carant i poc després, la Llau de les Tosques, mentre que per la dreta hi arriba la Llau de Sant Joan.
Al cap d'un tram curt, passa també a tocar de Montardit de Dalt, també pels seus costats occidental i meridional, on troba la Mola, rep per la dreta la Llau de la Caella, passa al nord-est del Prat del Benefici, on rep per la dreta el Barranc des Bosses i s'adreça cap a Montardit de Baix, poble que també queda a llevant del barranc. Al sud d'aquest darrer poble deixa a l'esquerra el Prat de Canal i el Prat de Polla, travessa la carretera N-260 i de seguida s'aboca en la Noguera Pallaresa, a migdia de la Borda d'Arnaldo i al sud-est del Càmping La Borda de Farrero.